# Antonio Piñuela Ximenez
Antonio Piñuela Ximénez (1798 - 1867) es un historiador español del siglo XIX. Es reconocido por haber sido un profundo estudioso y haber escrito sobre la historia de la provincia de Zamora en un libro publicado en el año 1987 titulado: Descripción histórica de la ciudad de Zamora, su provincia y obispado.